# Mon rêve familier
Mon rêve familier est un des plus célèbres sonnets de Paul Verlaine, paru dans son recueil intitulé Poèmes saturniens en 1866. Il est extrait de la première section Melancholia et représente la femme sous une forme idéalisée.

## Texte du poème
Je fais souvent ce rêve étrange et pénétrant

D'une femme inconnue, et que j'aime, et qui m'aime

Et qui n'est, chaque fois, ni tout à fait la même

Ni tout à fait une autre, et m'aime et me comprend.

Car elle me comprend, et mon cœur, transparent

Pour elle seule, hélas ! cesse d'être un problème

Pour elle seule, et les moiteurs de mon front blême,

Elle seule les sait rafraîchir, en pleurant.

Est-elle brune, blonde ou rousse ? - Je l'ignore.

Son nom ? Je me souviens qu'il est doux et sonore

Comme ceux des aimés que la Vie exila.

Son regard est pareil au regard des statues,

Et, pour sa voix, lointaine, et calme, et grave, elle a

L'inflexion des voix chères qui se sont tues.

## Histoire

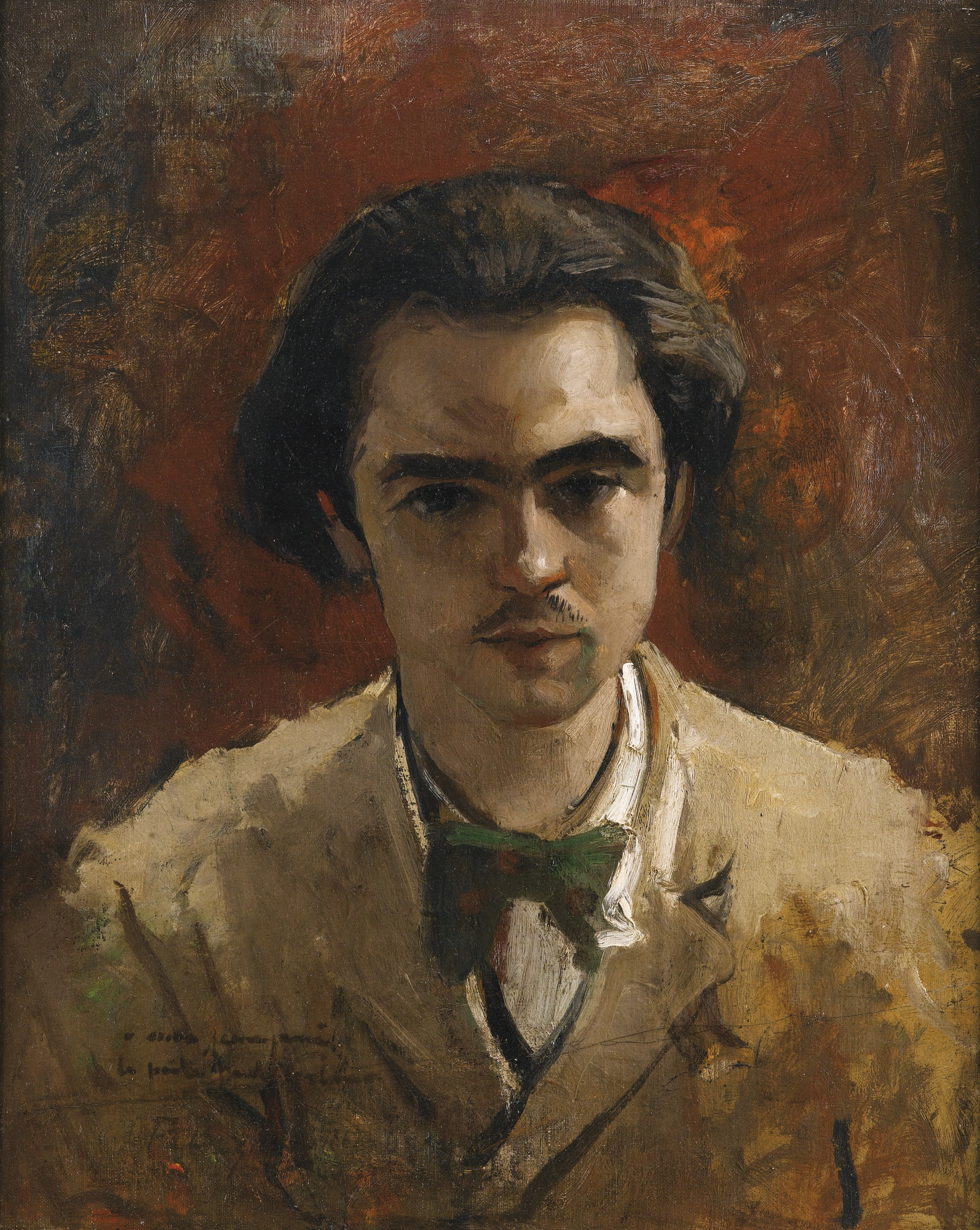
Paul Verlaine en 1867 (par Frédéric Bazille)

Paul Verlaine collabore au premier Parnasse contemporain et publie à 22 ans, en 1866, le recueil des Poèmes saturniens dans lequel figure ce sonnet.

## Analyse
Ce poème est un sonnet régulier qui comporte quatorze alexandrins répartis en deux quatrains et deux tercets. La disposition des rimes est, elle aussi, classique : tout d'abord embrassée pour les quatrains, elle est ensuite celle d'un sizain classique inverti ccd ede. Ce sonnet est le sixième poème de la section initiale Melancholia des « Poèmes saturniens » et il évoque la femme idéale.
Verlaine y décrit une vision onirique d'une femme sans identité et dont le portrait reste flou, à l'attitude passive et maternelle totalement imaginée voire fantasmée sous une forme lointaine (en se référant à une statue) laissant apparaître l'angoisse de l'auteur qui évoque de façon sous-jacente l'idée de la mort (en se référant à des voix qui se sont tues).

## Postérité
L'auteur compositeur et interprète monégasque Léo Ferré enregistre en 1964 un double album dénommé Verlaine et Rimbaud chantés par Léo Ferré dans lequel figurent de nombreux poèmes des deux auteurs mis en musique par Léo Ferré. Le sonnet Mon rêve familier figure sur la face A, en quatrième position.
Le premier vers est cité dans la chanson Hyperactif par Aldebert dans son album Enfantillages 3 sorti en 2017.
Il y a une référence à ce poème ("ce rêve étrange et pénétrant") dans la chanson "je ne t'écrirai plus" de Claude Barzotti.